# 地质构造
地质构造，简称构造，是地壳或岩石圈各个组成部分的形态及其结合方式和面貌特征的总称。构造是岩石或岩层在地球内动力的作用下产生的原始面貌。

## 尺度
- 形成构造的构造运动也常称为地壳运动，地壳运动通常很缓慢，以地质年代作为时间的尺度，但也有快速突变的运动，如火山喷发和地震。
- 构造的空间尺度有大有小，大的构造带纵横几千千米，小的如岩石片理甚至矿物晶格位错，但通常所说的地质构造是较大尺度上的。

## 类型
构造的类型按构造形成时间可分为原生构造和次生构造：
- 原生构造，指成岩过程中形成的构造。如岩浆岩的流面，沉积岩的层理等。
- 次生构造，指岩石形成后在构造运动作用下产生的构造，有褶皱，断层等。